# Sociedad Nacional Industrial y Minera

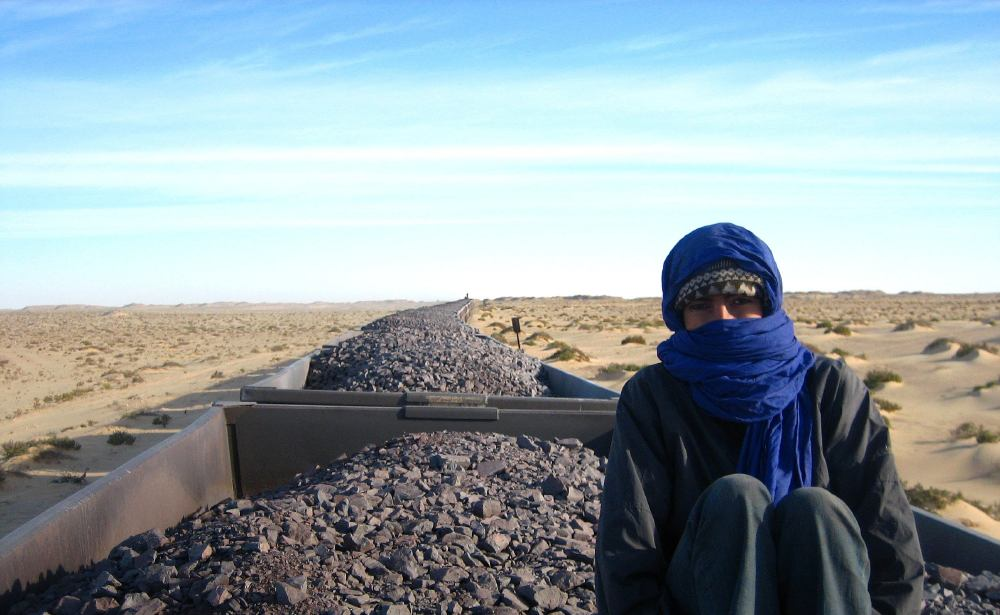
Transporte de minerales de hierro en tren por la parte occidental del Sáhara, en Mauritania.

La Société Nationale Industrielle et Minière (Sociedad Nacional Industrial y Minera) es una empresa mauritana dedicada casi en exclusiva a la extracción de hierro.
Se fundó en 1952, tras descubrirse las primeras vetas de mineral de hierro en Kedia d'Idjil, con el nombre de Compañía Mauritana de Minas de Hierro. La sociedad fue nacionalizada en 1974, adquiriendo el nombre actual. En los años siguientes se fueron explotando otras minas en Guelb el-Rhein, M'Haoudat y Guelb el-Aouj.
La producción anual es de aproximadamente 12 millones de toneladas de mineral de hierro, de las que los principales países de destino son Francia Italia, Alemania, Argelia y España. El puerto de salida de los productos está en Nuadibú, hacia donde se dirige una línea de ferrocarril de 700 kilómetros destinada exclusivamente al transporte del mineral.
La empresa está asociada con otras multinacionales para el desarrollo de los proyectos, en especial con la compañía australiana Sphere Investments Ltd.. También desarrolla otras actividades geológicas y mineras, destacando la búsqueda de agua potable, dos de cuyos acuíferos son los más importantes del país. También explota pequeñas minas de oro en tres zonas distintas de Mauritania, así como de diamantes.